# Korea
 Der er for få eller ingen kildehenvisninger i denne artikel, hvilket er et problem. Du kan hjælpe ved at angive troværdige kilder til de påstande, som fremføres i artiklen.

Korea (koreansk: 한국 hanguk) er en halvø i Østasien. Før 1945 var Korea et forenet land, men er nu skilt mellem Sydkorea og Nordkorea. Det koreanske folk er i slægt med mongolerne, og de bosatte sig i Korea omkring år 3000 f.Kr. Folket var delt op i klaner, som i fællesskab ejede jorden. For at undgå indavl var det forbudt at gifte sig med én fra sin egen familie/klan – en skik der stadig eksisterer i dag.
Korea er beboet af koreanere. Koreansk er sproget på halvøen. Der findes en særlig koreansk filosofi, baseret på Koreansk shamanisme (en) som går tilbage til oldtiden.

## Geografi
Korea adskilles fra de kinesiske provinser Mukden og Kirin ved floderne Jalu og Tumen, hvilken sidste også i den nederste del af sit løb danner grænsen mod den sibiriske kystprovins. Mod øst grænser Korea til det Japanske Hav. Omtrent ved 39° n. br. nærmer Broughton-bugten og Koreabugten sig fra hver side til hinanden og danner adskillelsen mellem den nordlige, kontinentale del af Korea og den sydlige, hoveddelen af landet, der som en halvø strækker sig ud mellem det japanske og det Gule Hav.

### Landskabet
Arealet beløber sig til 223,348 km2 med i 1920 17.284.207 indbyggere. Østkysten er lidet indskåret og har ikke andre gode havne end Port Lazarew, ved hvilken Wonsan, en af landets vigtigste havnestæder, ligger. Syd- og vestkysten er derimod stærkere indskårne og har gode havne, der dog er vanskelige at besejle på grund af de talrige skær og øer, hvori kysten er opløst. Længere fra kysten ligger de to øer Sodo og Sundo, der mellem sig danner havnen Port Hamilton. Syd for ligger den store ø Quelpart, der i Hallasand {Mount Auckland) når en højde af 2.000 m over havet. Langs hele landet nærmest ved østkysten strækker sig en lang bjergkæde, der under ulige navne (Pepishan, Ke-umkangsan) danner vandskellet mellem tilløbene til det japanske og det gule hav.
Overfladen er ikke stærkt kuperet. Høje toppe findes ikke, og passene ligger ikke særlig dybt under toppene. De største højder er Peiktusan (Det Hvide Bjerg) (2.440 m) nær ved den kinesiske grænse og noget længere mod syd Hiong-fung (2470 m) og Taokwang (1920 m). Det lavere bakkeland på begge sider af hovedkæden når ikke mere end 1100 m over havet og viser de samme jævne overfladeforhold som hovedkæden. Undergrunden dannes i reglen af granit, gnejs, glimmerskifer og andre krystallinske skifre med lag af kalk og dolomit. Mod sydøst findes mægtige kambriske lag samt karboniske lag, der indeholder ringe mængder af stenkul. Hist og her forekommer også tertiære dannelser med ubetydelige brunkulslejer. Yngre eruptiver (basalt og dolerit) findes sydvest for Broughton-bugten, hvor de danner betydelige dækker over arkaiske og kambriske lag. Virksomme vulkaner findes ikke. Floderne har i reglen et bugtet løb i smalle dale og er af ringe betydning for samfærdslen mellem kysten og det indre. Dette gælder især østkystens floder, der er korte og lidet dybe. Det betydeligste vandløb er Naktonggang, der udmunder på sydvestkysten ved Fusan og er sejlbar på en strækning af 230 km, men den benyttes ikke meget. Af vestkystens floder er Keumgang, Han og Taidong sejlbare et kort stykke ind i landet. Grænsefloden mod Kina, Ja1u, er af større betydning, men skibsfarten på den var i fortiden fuldstændig i kinesiske hænder.

### Klima
Klimaet er i Korea som over alt i Østasien behersket af de vekslende monsuner. Om vinteren er nordvestlige vinde fremherskende og bringer klart, tørt og koldt vejr, vinteren er så streng, at floderne i den nordlige del af landet er tilfrosne 4 måneder. Om sommeren er sydlige og sydøstlige vinde overvejende, som, da de kommer fra et varmt hav, bringer stærk hede og megen regn. Middeltemperaturen for januar varierer mellem - 10° og + 4°, for juli mellem 20 °C og 25 °C. Middelekstremerne er for Wonsan -13,2 °C og 34,5 °C, for Fusan - 6,7 °C og 32,7 °C; vestkysten har dog noget mildere vinter end østkysten. Regnmængden aftager fra syd til nord. I Fusain falder i årligt gennemsnit 135,5 cm, i Wonsan 123,1 cm, mens Tshemulpo på vestkysten, der ligger i læ for regnvinden, kun har en årlig regnmængde af 88,5 cm. De regnrigeste måneder er overalt juli og august.

## Natur

### Plantevækst
Plantevæksten har et nordligt præg, kun længst mod syd optræder bambus og andre sydlige planter. Korea er ikke rigt på skov. I den lavere del af landet ser man bakkernes skråninger bevoksede med højt græs, af hvilket rundt omkring spredte fyrretræer rager op. Mange steder træder den røde granit frem i overfladen uden at være dækket af nogen plantevækst. Dalene er for en stor del forvandlede til rismarker, men betydelige strækninger er også udyrkede. I de højere liggende bjergegne, hvor befolkningen er tynd, findes betydelige skovstrækninger, længere nede af løvtræer, som eg, ask, ahorn og lind, højere oppe af birk, gran og lærk. Over skovgrænsen kommer krat af azaleer, rhododendroner og lyngvækster, der afveksler med græsgange prydede med stenbræk, gentianer, valmuer, liljer og iridaceer. I skovene vokser den højtskattede lægeplante ginseng.

### Dyreliv
Større vilde dyr forekommer ikke i stor mængde, hyppigst naturligvis i skovegnene. Der findes: tiger, leopard, bjørn, grævling, ræv, los, vildsvin, hjort og andre. Af fugle kan fremhæves traner, hejrer, fasaner, svaner, gæs og talrige andre vandfugle.

## Historie
- Omkring år 0 var klanerne organiseret i 3 forskellige kongeriger – Goguryeo, Baekje og Silla. Disse 3 kongeriger dækkede tilsammen det areal, der i dag er Korea.
- Omkring år 680 e.kr. havde Silla samlet alle 3 riger til ét rige. Men siden gik det ned ad bakke, og i 918 grundlagde en tidligere købmand – Wangkon – et nyt dynasti; Koryo, forløberen for navnet Korea. På 50 år fik det nye rige erobret hele det gamle Silla.
- Siden da er landet blevet erobret af både mongolerne og forskellige kinesiske dynastier, men har bevaret en vis selvstændighed.
- Bl.a. kunne kongerne nogenlunde selv bestemme, så længe de anerkendte den kinesiske kejser som deres overhoved og ikke satte sig op mod hans beslutning.
- I 1392 blev Yi-dynastiet grundlagt, og den nye konge fik kejseren af Kina til at vælge et nyt navn. Det blev Choson, som betyder morgenstilhedens land, et navn som Korea stadig er kendt under i dag. Det bliver dog ikke gerne brugt af koreanerne i dag, eftersom det også var det navn, Japanerne brugte under deres brutale besættelse.

Korea var desuden det første land, der konstruerede skibe af jern. De så kaldte "Kobukson" (på dansk skilpaddeskibe) blev lavet af Admiral Yi Sun-Sin.

### Stammestaten
Ved den kristelige tidsregnings begyndelse bestod Korea af flere selvstændige stater, der snart lå i krig med Japan, snart med Kina.

### Wang-dynastiet
Først i 943 grundlagde Wang riget Korea med hovedstaden Songdo (Kaifong), og indtil 1392 sad hans efterkommere på tronen. Under Wang-dynastiets herredømme fik buddhismen indpas i landet.
Koreanerne havde importeret livsstil og religion fra kineserne, men de havde dog deres eget sprog, men ikke noget alfabet. Det synes kong Sejong den Store var for dårligt, så den 9. oktober 1446 blev det nye alfabet, hangul offentliggjort. 24 bogstaver, som kunne beskrive alle koreanske tanker og følelser:
”Selv vindens susen og hundenes gøen kan beskrives ved det”,
”begavede personer vil kunne lære det på en enkelt morgen” og
”selv en tåbe vil kunne forstå det på 10 dage.”
Under Sejongs styre blev også udviklet våben som hwachaen.

### Under japansk kontrol
Mellem 1876 og 1894 øgede Japan sin indflydelse på Korea. Japan gennemtvang handelsaftaler, og i 1894 blev et oprør slået ned af indbudte kinesiske tropper samt uindbudte japanske. Efter sejren angreb Japan kineserne, som efter et års krig måtte give afkald på deres tusinde år gamle overhøjhed over Korea, der nu formelt blev et selvstændigt land. Efter sejren optrådte japanerne som Koreas herskere og tvang mange reformer igennem. Men kongen skjulte sig i den russiske ambassade, som ydede ham beskyttelse.
I 1897 følte han sig igen tryg og forlod ambassaden, og han blev samme år kronet til kejser for at vise, at man nu var uafhængig af både Japan og Kina. Og landet skiftede navn fra Choson til Teahan Cheguk (det store Han kejserrige.) Men i 1905 vandt Japan en krig mod Rusland og krævede Korea som krigsbytte. Kejseren blev degraderet til konge, og en embedsmand, der kun var ansvarlig over for den japanske regering blev udnævnt. Landets navn blev igen Choson.
Japanerne regerede derefter landet hårdt indtil efter 2. verdenskrig, hvor landet blev befriet for japansk herredømme efter japanernes overgivelse.

### Det delte Korea
I stedet besatte Sovjetunionen landet nord for den 38. breddegrad, og USA syd for. Korea blev delt. Snart fulgte en krig mellem kommunister og vestligt sindede, styret af de to stormagter. Siden våbenhvilen i 1953 efter Koreakrigen (1950-53) har halvøen været delt mellem republikkerne Nordkorea og Sydkorea.
I november 2010 er der opstået uroligheder mellem Sydkorea og Nordkorea igen, efter granater har været udvekslet mellem dem. Det er endnu uklart hvem der startede angrebet, men som det er nu er der stadig uroligheder efter konflikten.